# 学校法人山本学園 (山形県)
学校法人山本学園（がっこうほうじんやまもとがくえん）とは、山形県山形市にある学校法人である。所在地は山形県山形市城西町3丁目13番7号。

## 設置校
- 惺山高等学校
- 竹田幼稚園
- 竹田西部幼稚園
- 専門学校 山形V.カレッジ
- 竹田和裁研究所